# Spartocos II
Pour les articles homonymes, voir Spartocos.
Spartocos II (grec ancien : Σπάρτοκος B', Spártokos II) est un roi du Bosphore ayant régné d'environ 349 à 344 av. J.-C.

## Règne
Spartocos II est le fils aîné de Leucon Ier. Selon Diodore de Sicile, il règne cinq ans, conjointement avec son frère Pairisadès Ier qui gouverne seul après sa mort sans doute sans héritier.
Les noms des deux rois apparaissent dans un texte épigraphique gravé sur une stèle de marbre avec un relief représentant Spartocos avec Pairisadès sur un trône et leur frère Apollonios à leurs côtés. La stèle, datée de 346 av. J.-C., soit environ deux ans après la mort de Leucon Ier, fut découverte dans l'Attique au Pirée et comporte la formule introductive « À Spartocos, Pairisadès et Apollonios, fils de Leucôn ».